# Ngữ tộc Tiểu Á
Ngữ tộc Tiểu Á hay ngữ tộc Anatolia là một ngữ tộc đã biến mất thuộc ngữ hệ Ấn-Âu hiện diện ở Tiểu Á thời cổ đại. Đây được coi là nhánh đầu tiên tách ra khỏi phần còn lại của hệ Ấn-Âu. Tiếng Hitti là ngôn ngữ Tiểu Á nổi tiếng và được hiểu rõ nhất. Người ta phát hiện ra các ngôn ngữ trong ngữ tộc này vào cuối thế XIX và thế kỷ XX. Một khi được phát hiện, sự có mặt của âm thanh quản ḫ/ḫḫ trong tiếng Hitti trở thành bằng chứng trực tiếp cũng cố cho thuyết âm thanh quản trong ngôn ngữ Ấn-Âu nguyên thủy (PIE). Mặc dù ta không tìm thấy di liệu tiếng Hitti sau thời kỳ đồ đồng nào, nhưng tiếng Luwia tượng hình vẫn sống sót cho tới khi các vương quốc Tân Hitti rơi vào tay Assyria, và người ta vẫn tìm thấy một số ít di liệu rời rạc của các ngôn ngữ Tiểu Á khác. Ngữ tộc Tiểu Á cuối cùng bị làn sóng Hy Lạp hoá ở Tiểu Á quét sạch.